# ヤマトプロテック
ヤマトプロテック株式会社　（英称：YAMATO PROTEC CORPORATION.）は、東京都港区白金台に本社のある、消火器をはじめとする防災機器の総合メーカーである。
社名の"ヤマト"の由来は、敵が放った火を草薙剣で鎮めたと伝えられている、古代神話の英雄、日本武尊（）の"ヤマト"から。また、"プロテック" (PROTEC) は、PROFESSIONAL（専門家）、PROTECTION（防御）、PROPOSAL（提案）、TECHNOLOGY（科学技術）の4つの言葉の合成語から来ている。

## 会社概要
商号
ヤマトプロテック株式会社
本社
東京都港区白金台5丁目17番2号
大阪支社（旧・本店）
大阪市東成区深江北2丁目1番10号
代表取締役会長CEO
乾雅俊
代表取締役社長COO
大幸斉
従業員数
351名（2024年1月現在）
資本金
9900万円（2024年1月現在）
事業所
名古屋支社、札幌支店、仙台支店、さいたま支店、静岡支店、中国支店、四国支店、福岡支店、

### 工場
- 大阪工場（堺市美原区） - 消火器・消火装置等
- 東京工場（成田） - 消火装置・制御盤等
- ベトナム工場 - 消火器・避難はしご等

### 研究所
- 中央研究所（R&Dセンター）

### 物流センター
- 関東物流センター
- 大阪物流センター（大阪工場内）

### リサイクルセンター
- 美原（大阪工場内）

### 海外
- ベトナム (YAMATO PROTEC DONG NAI)
- 台湾 (YAMATO PROTEC TAIWAN)
- タイ (YAMATO PROTEC ASIA)
- 大連 (YAMATO PROTEC ELECTRON(DALIAN))

## グループ・関係会社
- 株式会社フェーステック
- ヤマトエンジニアリング株式会社
- ヤマトプロテック北陸株式会社
- オーエムシー株式会社
- YSB株式会社
- YFE株式会社
- YFE株式会社（北海道事業所）
- YFE株式会社（中部事業所）
- 琉球ヤマトプロテック株式会社

## 沿革
1918年
- 乾音松元社長によって創業。泡消火剤を発明し、消火器・消火装置の製造販売を開始。

1921年
- 〔1月〕日本で初めて泡消火剤の特許権を獲得。
- 〔6月〕合資会社となる。旧海軍艦船用消火器・消火装置として採用される。

1923年
- 〔1月〕株式会社日本（ヤマト）商会製作所となる。

1941年
- 旧海軍監督工場に指定される。

1947年
- 進駐軍用消火器・消火装置及び消火剤として指定される。東京支店開設。

1949年
- 〔2月〕消防法による消防研究所（当時消防本部）の国家検定に合格。
- 〔11月〕大阪市条例による大阪市消防局検定に合格。

1950年
- 損害保険料率算定会認定に合格。船舶用消火器・消火装置として運輸省型式承認を得る。

1951年
- エアーフォーム及びゼネレーターが巡視船搭載用として海上保安庁より指定される。

1955年
- 北海道営業所を開設。

1956年
- 我が国で初めてのシーム溶接法並びに米国ランズバーグ社特許による静電塗装法を採用、最新技術を導入し施設の拡充整備に力を入れ一貫作業によるオートメーション工場となる。福岡営業所を開設。

1960年
- 名古屋支店、広島出張所を開設。

1961年
- 消火薬剤専門工場（第2工場）建設。仙台営業所を開設。

1963年
- 〔3月〕日本で初めて消火器の革命といわれるA（普通）B（油）C（電気）総ての火災に効力を発揮するABC粉末消火器の開発に成功。
- 静岡営業所を開設。
- 〔4月〕自動火災報知設備の業務を開始する。
- 〔7月〕ヤマト消火器株式会社に社名変更。取締役社長に乾良次就任。

1965年
- 工場及び危険物施設の消火設備技術を生かしてビル防災設備分野に進出。

1966年
- 〔12月〕ABC粉末消火器の需要増大によりABC粉末消火器及び消火剤専門工場を建設。

1968年
- 〔1月〕創業50周年を迎える。

1970年
- 〔5月〕泡消火剤とABC粉末消火剤の各々の特長を併せ持った、より強力な全く新しい消火剤ファイティングフォームを開発。

1972年
- 美原町に総合防災モデルビル（5階建研修センター）完成。大宮営業所を開設。

1974年
- 東京支社ビル（総合防災モデルビル）完成。建設業者許可。一般建築業（消防施設工事）建設大臣許可。

1975年
- 松山出張所を開設。

1976年
- 総合防災事業の確立をすべくメンテナンス課を設ける。

1978年
- 〔1月〕モネックス、ウォータージェル、ファイティングフォーム、マイティフォームの4種の新しい消火剤を開発。

1979年
- 〔3月〕家庭用煙感知器YSP-1型を新発売。

1980年
- 〔12月〕大阪工場完成。

1984年
- 〔2月〕高速車両消火装置「ファイヤーコマンド」を発売。

1986年
- 〔2月〕強化液「中性薬剤」消火器を発売。

1987年
- 〔9月〕避難ハッチ「レクスター」を発売。〔10月〕日中共同石油大規模油火災実験、ヤマトハイドロフォームノズルシステムにて参加。〔12月〕非常通報装置「TM-119N」認定第1号発売。

1988年
- 〔3月〕2号消火栓「クイックリール」鑑定第1号発売。

1989年
- 〔1月〕ヤマトプロテック株式会社に社名を変更。
- 〔9月〕多機能型非常通報装置「テクモス・TM-229E」発売。

1990年
- 〔4月〕米国アームテック社との技術提携による紫外・赤外線炎検知器発売。
- 〔11月〕大阪本社ビル増築改装工事完工。大阪工場拡張整備工事着工。

1992年
- 〔4月〕東京物流センター稼働。

1993年
- 〔4月〕スプリンクラー設備、SPジャンクション工法発売。

1994年
- 〔3月〕ハロン消火薬剤のリサイクル「ヤマトHBシステム」開始。

1995年
- 〔5月〕中央研究所を開設。〔12月〕ハロン代替「FM-200」消火システムを開発し、国産第1号として納入。

1996年
- 〔2月〕代表取締役会長に乾良次就任。代表取締役社長に乾雅俊就任。
- 〔11月〕スプリンクラー樹脂配管システム発売。

1997年
- 〔4月〕放水型スプリンクラー消火システム開発。
- 〔10月〕光ファイバ温度感知システム「オプティアム」開発。

1999年
- 〔4月〕ABC粉末消火器「Sシリーズ」発売。
- 〔9月〕「YP環境宣言」を発表。環境対応消火器エコヤマト消火器発売。
- 〔11月〕大阪工場にて、ISO9001 認証取得。

2000年
- 〔8月〕マイクロフォグ消火システム第1号納入。

2001年
- 〔10月〕本社にて、ISO14001 認証取得。
- 〔1～12月〕マイクロフォグ各種船級取得。

2002年
- 〔2月〕リサイクルセンター稼働。
- 〔10月〕新東京物流センター稼働。
- 〔1～12月〕高膨張泡各種船級取得。
- 〔11月〕YPリサイクルシステム検定承認取得により回収。ABC粉末消火薬剤のリサイクル原料化開始。
- 〔12月〕閉鎖型泡消火「CFシステム」第1号納入。

2003年
- 〔3月〕改修用避難ハッチ「RKB」発売。
- 〔4月〕「YAMATO PROTEC VIETNAM Co., Ltd.」設立。

2004年
- 〔1月〕エコマーク付粉末（ＡＢＣ）消火器を発売。
- 〔4月〕住宅用火災警報器「けむピー」発売。
- 〔6月〕「YAMATO PROTEC TAIWAN Co., Ltd.」設立。

2005年
- 〔4月〕防災訓練車 導入。
- 〔8月〕厳選非常用セット発売。〔11月〕YP-10ET発売。ヤマトプロテック北陸株式会社設立。

2006年
- 〔7月〕「YAMATO PROTEC VIETNAM Co., Ltd.」増設竣工。
- 〔9月〕環境大臣特例「広域認定」取得。

2007年
- 〔10月〕新東京工場完成。
- 〔11月〕ベトナムにて、ヤマトプロテックの海外拠点を設立。現社名「YAMATO PROTEC（ DONG NAI） Co., Ltd.」東京工場ISO9001取得。

2008年
- 〔6月〕水成膜泡消火薬剤「アルファフォーム310R」発売。

2009年
- 〔2月〕YP DONG NAI ISO9001 認証取得。
- 〔10月〕再生消火薬剤98％以上使用「YP-10NR＋」発売。
- 〔12月〕環境大臣特例「広域認定」取得。

2010年
- 〔1月〕廃消火器リサイクルシステム開始。
- 〔9月〕消火器蓄圧化宣言。
- 〔12月〕「YAMATO PROTEC DALIAN Co., Ltd.」設立。

2011年
- 〔5月〕新型蓄圧式消火器「YA-10X」発売。
- 〔9月〕「YAMATO PROTEC（ DONG NAI） Co., Ltd.［office］」設立。タイ王国にて、ヤマトプロテックの海外拠点を設立。現社名「YAMATO PROTEC ASIA Co., Ltd. 」
- 〔10月〕上海国際防災展に出展。

2012年
- 〔1月〕厨房用自動消火装置「エスピオ」発売。水成膜泡消火薬剤「アルファフォーム210R」発売。
- 〔7月〕YSB株式会社設立。

2013年
- 〔4月〕YFE株式会社設立。
- 〔7月〕琉球ヤマトプロテック株式会社設立。

2014年
- 〔6月〕「YAMATO PROTEC ELECTRON（DALIAN）Co.,Ltd.」設立。
- 〔8月〕新型蓄圧式消火器「YA-10XⅢ」発売。
- 〔9月〕新型防災訓練車導入。
- 〔11月〕特定駐車場用泡消火設備「CFシステムⅡ」第1号の型式を取得。

2015年
- 〔4月〕特定駐車場用泡消火設備「CFシステムⅢ」発売。

2016年
- 〔12月〕中央研究所内に「ヤマトアカデミー」を設立。

2017年
- 〔3月〕特定施設水道連結SP消火ポンプユニット発売。
- 〔4月〕「K/SMOKE」発売。
- 〔5月〕消防用設備「ステンレス鋼鋼管」加工・販売開始。
- 〔10月〕樹脂配管システム加工・販売開始。
- 〔12月〕大阪工場内に「ヤマト生産道場」を設立。

2018年
- 〔1月〕創業100周年を迎える。

2019年
- 〔1月〕特定駐車場用泡消火設備「CXシステム」発売。
- 〔3月〕本店所在地を東京本社に変更。

2020年
- 〔6月〕「K/SMOKE LIQUID」開発。
- 〔8月〕特定駐車場用泡消火設備「CXシステムⅡ」発売。
- 〔10月〕自ら消火する建材「K/SMOKE PANEL」発売。

2021年
- 〔9月〕新世代ガス系消火設備「K/SMOKE GAS」発売。特定駐車場用泡消火設備「CXシステムX」発売。

2022年
- 〔5月〕特定駐車場用泡消火設備「CXシステムⅢ」発売。

2023年
- 〔1月〕ゼロフッ素強化液（中性）消火器「YFX-3」発売。
- 〔10月〕耐衝撃型スプリンクラーヘッド「YSFP26-80-72」発売。
- 〔11月〕サーミスタ式スポット型熱感知器「YHJシリーズ」発売。

2024年
- 〔5月〕大阪工場内に「ヤマトアカデミーWEST」を設立。
- 〔12月〕「K/SMOKE DEVICE（電源式）」CEマーク表示品を発売。

## 主な製品

### 防災設備
- 水系消火設備
  - スプリンクラー設備
  - 特定施設水道連結型スプリンクラー設備
  - 樹脂配管システム
  - 消防用設備ステンレス鋼鋼管
  - 放水型スプリンクラー設備
  - ウォーターミスト消火システム マイクロフォグ
  - 消火栓設備
  - 連結送水管
- 泡消火設備
  - 特定駐車場用泡消火設備 CX システムⅢ
  - 泡消火薬剤
  - 泡消火設備放射点検用試験液体 エコブルー
- ガス系消火設備
  - 二酸化炭素（CO2）
  - 窒素（N2）
  - ハロゲン化物消火設備（HFC-227ea） FM-200
  - ハロゲン化物消火設備（ハロン1301）
  - K/SMOKE GAS
- 粉末消火設備
  - 粉末消火設備機器
  - 移動式粉末(第３種）消火設備 ユニットA75
  - 移動式粉末(第３種）消火設備 ユニットA75（SUSポリッシュ）
  - 移動式粉末(第３種）消火設備 関連商品
  - 屋外型消火設備表示灯装置ソーラーバッテリー
  - 移動式消火設備保護ガード CSシリーズ
  - パッケージ型消火設備 パッケージ1
  - 厨房用 自動消火装置 エスピオ
  - 産業機器用/工作機械用 自動消火装置 エイブル
  - 風力発電機用 自動消火装置 エイブル
  - P型2級自動火災報知設備
  - セルフサービス・ガソリンスタンド用 固定泡消火設備 GS ガード
  - 非常用避難口 レクスター
  - K/SMOKE

### 消火器
- 業務用消火器
  - YP-Selection（カラー消火器）
  - 粉末（ABC）消火器
  - 粉末（ABC）消火器
  - 高性能型粉末（ABC）消火器
  - 大型消火器
  - ステンレス製消火器
  - 強化液（中性）消火器
  - 強化液（中性）消火器 OF1（オーエフワン）
  - ハイパフォーマンス強化液（中性）消火器
  - 強化液（中性）消火器
  - 機械泡（水成膜）消火器
  - 二酸化炭素消火器
  - 自動車用消火器
  - 粉末（KU）消火器 モネックス
  - 水（浸潤剤等入り）消火器 アクアシューター

- 住宅用消火器
  - 住宅用 粉末（ABC）消火器
  - 住宅用 強化液（中性）消火器
  - 住宅用 強化液（中性）消火器 YAMATO SAKURA
- 放射器など
  - 金属火災用放射器 ネオメタルガード
  - 船舶用消火器
  - 訓練用放射器具 はやわざクン
  - 交換用 消火薬剤・加圧用ボンベ
  - 消火器関連商品